# Gunnarnes
Gunnarnes est un village balnéaire sur l’île de Rolvsøy, dans la municipalité de Måsøy, dans le comté de Finnmark, en Norvège. Il y a un ferry entre Gunnarnes et Havøysund.
Gunnarnes est situé à une altitude de 356,19 mètres. Son climat est de type subarctique. L'hiver est rigoureux, et l'été est frais. La température annuelle moyenne est de 1,46° Centigrades, inférieure aux moyennes nationales. Le mois le plus froid est février, avec une moyenne de -12,38° C. Le mois le plus chaud est juillet, avec 16,48° C. Il n'y a pas de saison sèche, même en période estivale. Gunnarnes reçoit environ 68,82 millimètres de précipitations par an. Il y a 167,65 jours de pluie par an et seulement 197,35 jours sans pluie. Le mois le plus humide est juillet avec 99.11 mm de pluie. Le mois le plus sec est octobre, avec 51.22 mm.